# Motilla del Palancar
Motilla del Palancar è un comune spagnolo di 5 896 abitanti situato nella comunità autonoma di Castiglia-La Mancia.